# النيام (فلم)
النيام (بالإنجليزية: Sleepers) هو فيلم أمريكي من إخراج باري ليفينسون أصدر سنة 1996 مستوحى من وقائع حقيقية ومقتبس من الرواية الحاملة لنفس الاسم التي ألفها لورانزو كاركاتيرا.

## ملخص الفيلم

### بداية الفيلم
نحن في سنة 1967، شايكس، مايكل، جون وتومي هم أربعة أصدقاء يقضون جل أوقاتهم في حي من أحياء نيو يورك يدعى هيلز كيتشن تحت رعاية وحماية القس بوبي الذي قام بالمستحيل كي يعصمهم من الظروف الصعبة لذلك الحي ويحافظ على بقاءهم في الطريق السوي، إلى غاية اليوم الذي تنقلب فيه مزحة ثقيلة الظل قام بها الأصدقاء لبائع مقانق متتقل إلى فاجعة تسببت في مقتل شخص بواسطة عربة بائع المقانق التي سرقوها، مما قلب حياة الأطفال الأربعة رأسا على عقب بعد أن تم محاكمتهم وإرسالهم لمركز لإعادة التربية خاص بالقاصرين «ويلكينسون» أحد أصعب مراكز التربية انضباطا وصرامة في ولاية نيو يورك.

### نقطة التحول
عاش الأصدقاء خلال فترة احتجازهم الجحيم من جراء الظروف الصعبة التي فرضها حراس السجن عليهم حتى أن الأمر وصل لحد الاغتصاب الجنسي والضرب المبرح اليومي مما خلق في نفسية الشباب نية عميقة للانتقام والثأر من ذلك 

### المحاكمة الثانية
خلال المحاكمة الثانية التي أصبح صديقهم مايكل الذي صار نائبا عاما طرفا هاما فيها، قرر هذا الأخير ضرب عصفورين بحجر واحد بمساعدة رابع الجماعة شايكس الذي إمتهن الصحافة، إنقاذ صديقيه من الإعدام وقلب المحاكمة نحو مركز ويلكينسون وحراسه وإن تطلب ذلك الابتعاد عن القوانين والأعراف.
بعد تمكن الأصدقاء الأربعة من تحقيق ثأرهم من ما حدث سنينا قبل ذلك بمركز ويلكينسون إلتقى هؤلاء للمرة الأخيرة مستمتعين للمرة الأولى براحة نفسية إتجاه الصدمة النفسية التي شكلتها لسنين المدة التي قضو إياها بمركز ويلكينسون لإعادة التربية.

## قائمة الممثلين
- روبرت دو نيرو: القس بوبي
- جازن باتريك: لورانزو كاركاتيرا «شايكس»
- براد بيت: مايكل سوليفان
- بيلي كروداب: تومي ماركانو
- ميني درايفر: كارول مارتيناز
- كيفن باكن: شون نوكس
- برونو كيربي: والد «شايكس»
- دستن هوفمان: داني سنايدر
- جيفري دونوفان: هنري أديسون
- تيري كيني: رالف فيرغيسون
- فيتوريو غاسمان: كينغ بيني
- براد رنفرو: مايكل سوليفان طفلا
- داش ميهوك: كاي سي
- جايمس بيكنس: مارلبورو
- رون إليدرار: جون رايلي
- جون سلاتري: رون كارلسون
- وندال بيرس: ليتل كايزر
- جو بيرينو: شايكس طفلا
- جوناتان توكر: تومي ماركانو طفلا
- جوفروا ويغدور: جون رايلي طفلا
- أوجان بيرد: ريتزو

## الإنتاج
تم تصوير مشاهد الفيلم بحي بروكلين بنيويورك وأيضا بحي مانهاتن بنفس الولاية. كما تم وضع مستشفى فيرفيلد هيلز بنيو تاون بولاية الكونيكتيكت تحت تصرف فريق التصوير لتصوير المشاهد الخاصة بمركز إعادة التربية " ويلكينسون في الفيلم أما بخصوص مطعم ماك هال فقد كان مسرحا لمشهد اغتيال الحارس شوت نوكس في الفيلم.

## الإستقبال

### النقاد
عرف فيلم النيام (سليبرز) تفاعلا متباينا من طرف النقاد والصحافيين في البلدان الناطقة بالإنقليزية، حاصدا 73 بالمئة من الآراء الإيجابية على موقع روتن توماتوز مصدرها 52 تعليقا وعلامة نسبية ب 6.6/10. لكن العلامة كانت أقل من ذلك في تقدير آخر على الموقع ميتاكرتيكز الذي أخذ كمرجعية 18 تعليقا.

### بوكس أوفيس
تربع الفيلم عند إصداره مدة أسبوعين على قمة البوكس أوفيس حاصدا 29 مليون دولار و 533 ألف و 356 لينهي مسيرته بحصده ل 53 مليون دولار و 315 ألف و285 على التراب الأمريكي، أما أعلى الواردات فقد تم تحصيلها خارج الولايات المتحدة الأمريكية بارباح وصلت لمجموع قدر ب 165 مليون دولار و 615 ألف و285.

## المكافآت والجوائز
- ترشيح لأوسكار أحسن موسيقى ل جون ويليامز 1997